# Бет, Эверт Виллем
Эверт Виллем Бет (нидерл. Evert Willem Beth; 7 июля 1908, Алмело — 12 апреля 1964, Амстердам) — нидерландский логик и философ.
Он был преподавателем высшей школы, с 1946 по 1964 год — профессор математической логики, истории логики и философии науки в Амстердамском университете. Содействовал становлению логики как академической дисциплины.
Бет разработал семантические таблицы, которые названы таблицами Бета, для логики предикатов и семантику интуиционистской логики.

## Труды
- De wijsbegeerte der wiskunde van Parmenides tot Bolzano. Standaard Boekhandel, Antwerpen 1944.
- Symbolische Logik und Grundlegung der exakten Wissenschaften (Bibliographische Einführung in das Studium der Philosophie). Francke, Bern 1948.
- Les fondements logiques des mathématiques. 1950.
- The Foundations of Mathematics. Standaard Boekhandel, Amsterdam 1959.
- совместно с Жаном Пиаже: pistémologie mathématique et psychologie. Essai sur les realtions entre la logique formelle et la pensée réelle. Presses Universitaires de France, Paris 1961.
- Mathematical Thought. An Introduction to the Philosophy of Mathematics. Reidel, Dordrecht 1965.